# Livro de linhagem
Os livros de linhagens, também designados nobiliários, são livros que apresentam as relações genealógicas de membros de famílias nobres. Foram comuns no passado medieval da Europa, particularmente na península Ibérica 
A função dos livros de linhagens era prática, servindo para regular casamentos consanguineos e assegurando os direitos hereditários dos membros de uma família nobre e dos seus descendentes, além de conservar a memória dos antigos feitos dos fidalgos (filhos d'algo). Muitos destes livros transmitem um importante legado histórico, cultural e literário.
Em Portugal conservam-se quatro livros de linhagem da época medieval: o Primeiro Livro de Linhagens (ou Livro Velho de Linhagens), compilado por volta de 1270, o Segundo Livro de Linhagens (também Livro de Linhagens do Deão), de cerca de 1340, o Nobiliário da Ajuda e finalmente o Livro de Linhagens do conde D. Pedro. Este último é o mais importante do ponto de vista literário, tendo sido compilado por Pedro Afonso, conde de Barcelos, entre 1340 e 1344. Pedro Afonso não só incorporou a genealogia das famílias nobres portuguesas, peninsulares e europeias como também relata episódios históricos e narrativas fantásticas relacionadas à origem das famílias que são de muito interesse histórico e literário.